# توم برادلي (سياسي)
توم برادلي (بالإنجليزية: Tom Bradley)‏ هو نقابي وسياسي بريطاني (وحمل سابقاً جنسية المملكة المتحدة لبريطانيا العظمى وأيرلندا)، ولد في 13 أبريل 1926، وتوفي في 9 سبتمبر 2002. حزبياً، نشط في حزب العمال.

## مناصب
- في الانتخابات الفرعية في مجلس العموم البريطاني [الإنجليزية]‏، انتخب عضو البرلمان الثاني والأربعون للمملكة المتحدة ‏ عن دائرة Leicester North East (UK Parliament constituency) [الإنجليزية]‏ (12 يوليو 1962 – 25 سبتمبر 1964).
- في الانتخابات العامة في المملكة المتحدة 1964 [الإنجليزية]‏، انتخب عضو البرلمان الثالث والأربعون للمملكة المتحدة عن دائرة Leicester North East (UK Parliament constituency) [الإنجليزية]‏ (15 أكتوبر 1964 – 10 مارس 1966).
- في الانتخابات العامة في المملكة المتحدة 1966 [الإنجليزية]‏، انتخب عضو البرلمان الرابع والأربعون للمملكة المتحدة عن دائرة Leicester North East (UK Parliament constituency) [الإنجليزية]‏ (31 مارس 1966 – 29 مايو 1970).
- في الانتخابات العامة في المملكة المتحدة 1970، انتخب عضو البرلمان الخامس والأربعون للمملكة المتحدة عن دائرة Leicester North East (UK Parliament constituency) [الإنجليزية]‏ (18 يونيو 1970 – 8 فبراير 1974).
- في الانتخابات العامة في المملكة المتحدة فبراير 1974 [الإنجليزية]‏، انتخب عضو البرلمان السادس والأربعون للمملكة المتحدة عن دائرة ليستر الشرقية خلال فترته النيابية ‏ (28 فبراير 1974 – 20 سبتمبر 1974).
- في الانتخابات العامة في المملكة المتحدة أكتوبر 1974 [الإنجليزية]‏، انتخب عضو البرلمان السابع والأربعون للمملكة المتحدة عن دائرة ليستر الشرقية خلال فترته النيابية ‏ (10 أكتوبر 1974 – 7 أبريل 1979).
- انتخب عضو البرلمان الثامن والأربعون للمملكة المتحدة عن دائرة ليستر الشرقية وقد انضم خلال فترته النيابية ‏ (2 مارس 1981 – 13 مايو 1983) للكتلة البرلمانية الحزب الديمقراطي الاجتماعي (المملكة المتحدة).
- في الانتخابات العامة للمملكة المتحدة 1979 [الإنجليزية]‏، انتخب عضو البرلمان الثامن والأربعون للمملكة المتحدة عن دائرة ليستر الشرقية خلال فترته النيابية ‏ (3 مايو 1979 – 2 مارس 1981).